# Litleholmen (Etne)
Ne doit pas être confondu avec Litleholmen, Litleholmen (Fitjar), Litleholmen (Fjell) ou Litleholmen (Osterøy).
Litleholmen est une île norvégienne du comté de Vestland appartenant administrativement à Etne.

## Description
Rocheuse et couverte d'une légère végétation, elle s'étend sur environ 100 m de longueur pour une largeur approximative de 27 m. 